# Insanity (Fernsehserie)
Insanity (portugiesischer Originaltitel: Insânia) ist eine brasilianische Horror-Psychothriller-Serie, die von Intro Pictures und Star Original Productions für die Walt Disney Company umgesetzt wurde. In Brasilien fand die Premiere der Serie als Original am 3. Dezember 2021 auf Star+ statt. Im deutschsprachigen Raum erfolgte die Erstveröffentlichung der Serie am 26. Januar 2022 durch Disney+ via Star als Original.

## Handlung
Nach einer familiären Tragödie wird die Gerichtsmedizinerin Paula Costa in eine mysteriöse psychiatrische Klinik eingeliefert. Dort eingesperrt, verfinstern sich ihre Gedanken und sie beginnt auf einem besorgniserregenden Pfad zu wandern. Während sie mit sich zu kämpfen hat, ermittelt Paula den wahren Grund für ihren Aufenthalt in der Klinik und stößt dabei auf eine schauerliche Verschwörung unvorstellbaren Ausmaßes.

## Besetzung und Synchronisation
Die deutschsprachige Synchronisation entstand nach den Dialogbüchern von Petra Rochau sowie unter der Dialogregie von Klaus-Peter Grap durch die Synchronfirma Iyuno-SDI Group Germany in Berlin.

### Hauptdarsteller
| Rolle                       | Schauspieler     | Synchronsprecher       |
| --------------------------- | ---------------- | ---------------------- |
| Paula Costa                 | Carol Castro     | Antje von der Ahe      |
| Camila Garcia               | Rafaela Mandelli | Jessica Walther-Gabory |
| Dr. César Schultz           | Eucir de Souza   | Thomas Schmuckert      |
| Rafael Gustavo Mello        | Rafael Losso     | Marios Gavrilis        |
| Lucas Oliveira              | Samuel de Assis  | Florian Hoffmann       |
| Maximiliano Marques Ribeiro | Ravel Cabral     | Johann Fohl            |

### Nebendarsteller
| Rolle                 | Schauspieler         | Synchronsprecher   |
| --------------------- | -------------------- | ------------------ |
| Lúcia Costa           | Bella Camero         | Betty Förster      |
| Neusa Maurer          | Rosana Stavis        | Almut Zydra        |
| Jerônimo              | Thomás Aquino        | Sven Fechner       |
| Chico                 | Pedro Inouê          | Georgios Tzitzikos |
| Barcellos             | Lourinelson Vladimir | Armin Schlagwein   |
| Konsul Almeida        | Fabio Marcoff        | Rainer Fritzsche   |
| Fernando Seixas       | Leonardo Goulart     | Tilmar Kuhn        |
| Ernesto               | Carlos Francisco     | Elmar Gutmann      |
| Senator Antônio Mello | Luca de Castro       | Harald Effenberg   |
| Paula Costa (jung)    | Gabrielly Oliveira   | Mina Chamlali      |
| Polizeichef           | Thadeu Peronne       | Klaus-Peter Grap   |
| Pablo                 | Moisés Salazar       | Lucas Wecker       |
| Polizistin            | Lumi Kin             | Alice Bauer        |

### Gastdarsteller
| Rolle    | Schauspieler | Synchronsprecher       |
| -------- | ------------ | ---------------------- |
| Kellerin | Cida Rolim   | Philine Peters-Arnolds |
| Pastor   | Marco Zenni  | Jan Kurbjuweit         |

## Episodenliste
| Nr. | Deutscher Titel | Originaltitel | Erstveröffentlichung (Brasilien) | Deutschsprachige Erstveröffentlichung (D/A/CH) | Regie                                    | Drehbuch                                  |
| --- | --------------- | ------------- | -------------------------------- | ---------------------------------------------- | ---------------------------------------- | ----------------------------------------- |
| 1 | Episode 1       | Episódio 1    | 3. Dez. 2021                     | 26. Jan. 2022                                  | Lucas Vivo García Lagos & Gustavo Bonafé | Lucas Vivo García Lagos & Marcelo Slavich |
| Nach einer familiären Tragödie in tiefer Trauer versunken, erleidet die Gerichtsmedizinerin Paula einen Nervenzusammenbruch und wird in die von Dr. César Schultz geleiteten psychiatrische Klinik eingewiesen. Paulas Kollegin Camila versucht ihr zu helfen. Ein Patient mit etwas anderen Ernährungsgewohnheiten wird eingewiesen.                                                                               |                 |               |                                  |                                                |                                          |                                           |
| 2 | Episode 2       | Episódio 2    | 3. Dez. 2021                     | 26. Jan. 2022                                  | Lucas Vivo García Lagos & Gustavo Bonafé | Lucas Vivo García Lagos & Marcelo Slavich |
| Dr. Schultz versucht die Bedenken von Paula über ihre Einweisung in die Klinik abzumildern. Ein charismatischer Patient wiederum befeuert ihr Misstrauen gegenüber den Vorgängen in der Institution. Von den Neuigkeiten seiner Tochter verstört, unternimmt der Vater von Lúcia einen unerwarteten Besuch in der Klinik und sucht nach Antworten. Unterdessen entdeckt Camila eine Spur.                           |                 |               |                                  |                                                |                                          |                                           |
| 3 | Episode 3       | Episódio 3    | 3. Dez. 2021                     | 26. Jan. 2022                                  | Lucas Vivo García Lagos & Gustavo Bonafé | Lucas Vivo García Lagos & Marcelo Slavich |
| Von ihren einstigen Verbündeten im Stich gelassen setzt Paula ihre Suche nach Antworten über die Vorgänge in Dr. Schultz Klinik fort. Sie muss sich ihren furchteinflößendsten Ängsten stellen. Währenddessen gehen Marques und Barcellos ein ungewohntes Bündnis ein und vertiefen die Ermittlung. Rafael und Camila finden wertvolle Informationen zu Lúcias Fall.                                                |                 |               |                                  |                                                |                                          |                                           |
| 4 | Episode 4       | Episódio 4    | 3. Dez. 2021                     | 26. Jan. 2022                                  | Lucas Vivo García Lagos & Gustavo Bonafé | Lucas Vivo García Lagos & Marcelo Slavich |
| Paula wird in einem beängstigenden Traum von einer Gestalt heimgesucht. Infolgedessen kann sie Traum und Wirklichkeit kaum noch auseinanderhalten. Von seinen Misstrauen übermannt, führt es Marques in die Klinik, wo er die erstbeste Person konfrontiert. Unterdessen weitet Rafael seine Nachforschungen aus, nach einer merkwürdigen Begegnung mit einer mysteriösen Person auf dem Friedhof von Nevoa Branca. |                 |               |                                  |                                                |                                          |                                           |
| 5 | Episode 5       | Episódio 5    | 3. Dez. 2021                     | 26. Jan. 2022                                  | Lucas Vivo García Lagos & Gustavo Bonafé | Lucas Vivo García Lagos & Marcelo Slavich |
| Paula legt ihr Unbehagen über die Motive des Doktors beiseite und lässt Dr. Schultz ihre Träume analysieren. Marques ist zunehmend überzeugt, dass merkwürdige Dinge vor sich gehen und kehrt zur Klinik zurück. Dort angekommen versucht ihn jemand neues an der kurzen Leine zu halten. Währenddessen verliert Rafael aus dem Blick, dass seine Nachforschungen ihn zunehmend in Lebensgefahr bringen.            |                 |               |                                  |                                                |                                          |                                           |
| 6 | Episode 6       | Episódio 6    | 3. Dez. 2021                     | 26. Jan. 2022                                  | Lucas Vivo García Lagos & Gustavo Bonafé | Lucas Vivo García Lagos & Marcelo Slavich |
| Lucas offenbart sich Paula. Die Träume von Paula lassen für sie selbst und ihre Verbündeten keine gute Zukunft erwarten. Marques muss sich alten Traumata stellen und drastische Maßnahmen ergreifen, um seine Ermittlungen fortführen zu können. In der Zwischenzeit rechnet Rafael ab mit der einzigen Person, die weiß was mit seiner Tochter geschehen ist.                                                     |                 |               |                                  |                                                |                                          |                                           |
| 7 | Episode 7       | Episódio 7    | 3. Dez. 2021                     | 26. Jan. 2022                                  | Lucas Vivo García Lagos & Gustavo Bonafé | Lucas Vivo García Lagos & Marcelo Slavich |
| Paula muss ihre Instinkte zurückstellen als Lucas ihr die Begegnung ermöglicht, auf die sie die ganze Zeit gewartet hat. Dr. Schultz hat nicht damit gerechnet in seinem eigenen Zuhause besucht zu werden und geht, mit Marques konfrontiert, in die Vollen. Das Aufeinandertreffen endet tragisch. |                 |               |                                  |                                                |                                          |                                           |
| 8 | Episode 8       | Episódio 8    | 3. Dez. 2021                     | 26. Jan. 2022                                  | Lucas Vivo García Lagos & Gustavo Bonafé | Lucas Vivo García Lagos & Marcelo Slavich |
| Paula wird mit ihren innersten Ängsten konfrontiert und begibt sich gemeinsam mit Lucas auf einen furchterregenden Pfad. Traum und Wirklichkeit sind kaum noch zu unterscheiden. Dr. Schultz kommt derweilen seinen Ziel immer näher. Physisch und psychisch gefangen, kann Paula nur noch auf Camila zählen. |                 |               |                                  |                                                |                                          |                                           |